# Una mummia per amico
Una mummia per amico (Under Wraps) è un film per la televisione del 1997.

## Trama
Tre ragazzi dodicenni scoprono una mummia nei bassifondi della casa di un uomo morto. Torna in vita dopo la ricongiunzione della luna piena durante il suo mese. Sono impauriti all'inizio ma con il tempo scopriranno che è amichevole.
I ragazzi chiamano la mummia Harold, e dicono che per il momento la mummia deve abitare in uno degli appartamenti dei ragazzi. Dopo aver scoperto da un loro amico che se la mummia non verrà riportata nella sua tomba prima della mezzanotte della vigilia di Halloween, la mummia cesserà di esistere. Fortunatamente, il suo sarcofago si trova nel museo locale della loro città, ma per arrivarci dovranno superare diversi ostacoli.